# 布朗山
布朗山（Brown Hill）是火星上的哥伦比亚山丘群的一座山，它以在2003年，哥倫比亞號失事中殉難的美國太空人戴维·布朗的名字命名。其在山脈中位於乔拉山和安德森山之间。